# Xenoserica pindarensis
Xenoserica pindarensis är en skalbaggsart som beskrevs av Ahrens 2000. Xenoserica pindarensis ingår i släktet Xenoserica och familjen Melolonthidae. Inga underarter finns listade i Catalogue of Life.